# Брезє-об-Слому
Брезє-об-Слому (словен. Brezje ob Slomu) — поселення в общині Шентюр, Савинський регіон, Словенія. 
Висота над рівнем моря: 316,7 м.